# Palazzo Vecchiarelli

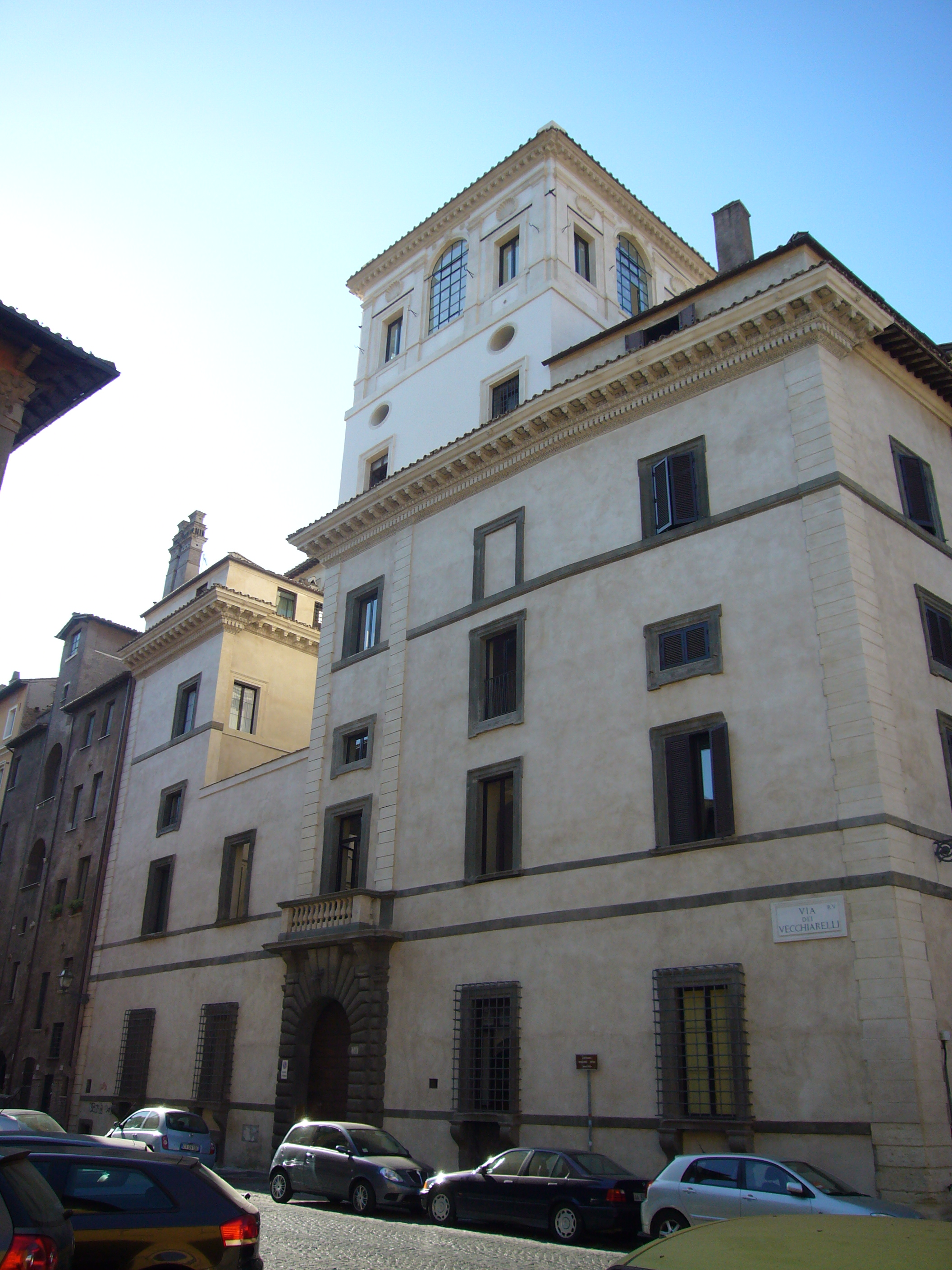
Vista do palácio.

Palazzo Vecchiarelli é um palácio renascentista localizado no número 38 da Via dei Vecchiarelli, no rione Ponte de Roma, perto do começo da Via dei Coronari. 

## História
O palácio foi construído na segunda metade do século XVI por Mariano Vecchiarelli, de uma rica família de proprietária de terras da cidade de Rieti, abreviador apostólico da corte do papa Gregório XIII, provavelmente com base num projeto do arquiteto florentino Bartolomeo Ammannati, a quem é atribuída com certeza a imponente lógia, uma das primeiras e mais elegantes de Roma, e famoso entre os papas (Villa Giulia) e as famílias ricas (Palazzo Rucellai Ruspoli) de Roma. Os Vecchiarelli, que contava entre seus membros um cardeal, Odoardo Vecchiarelli (1658-1667), venderam o palácio no século XVIII aos Montanari, que, por sua vez, o venderam no século seguinte ao conde Emo Capodilista. Em 1956, o conde, que ainda hoje é proprietário do edifício, encomendou sua restauração ao arquiteto Carlo Forti.

## Decoração
O palácio foi construído incorporando uma torre que se abre na mesma via um enorme portal de cantaria e da qual quase nada se sabe. Sua posição importante permite supor que era parte da antiga fortaleza dos Orsini. As duas fachadas do palácio tem seus próprios portais, um na Via Vecchiarelli e outro na Via dei Coronari. O primeiro, emoldurado por grossos silhares e encimado por uma varanda, está na mesma fachada da belíssima lógia decorada com conchas. O segundo, de moldura idêntica, mas mais sombrio, se abre numa fachada com janelas dispostas em quatro pisos e com um mezzanino, caracterizado pelos tijolos falsos em gesso do século XIX.
No fundo de um pátio interno, num nicho encimado por uma concha, está uma pequena fonte na qual a água flui a partir da boca de um leão e cai numa bacia em formato de cálice com uma borda decorada por pequenas rosas esculpidas. A partir desta bacia a água escorre para uma outra, maior, mais abaixo.